# Hoya ubudensis
Hoya ubudensis är en oleanderväxtart som beskrevs av Kloppenb. och Yap. Hoya ubudensis ingår i släktet Hoya och familjen oleanderväxter. Inga underarter finns listade i Catalogue of Life.